# Rudolf Ladurner

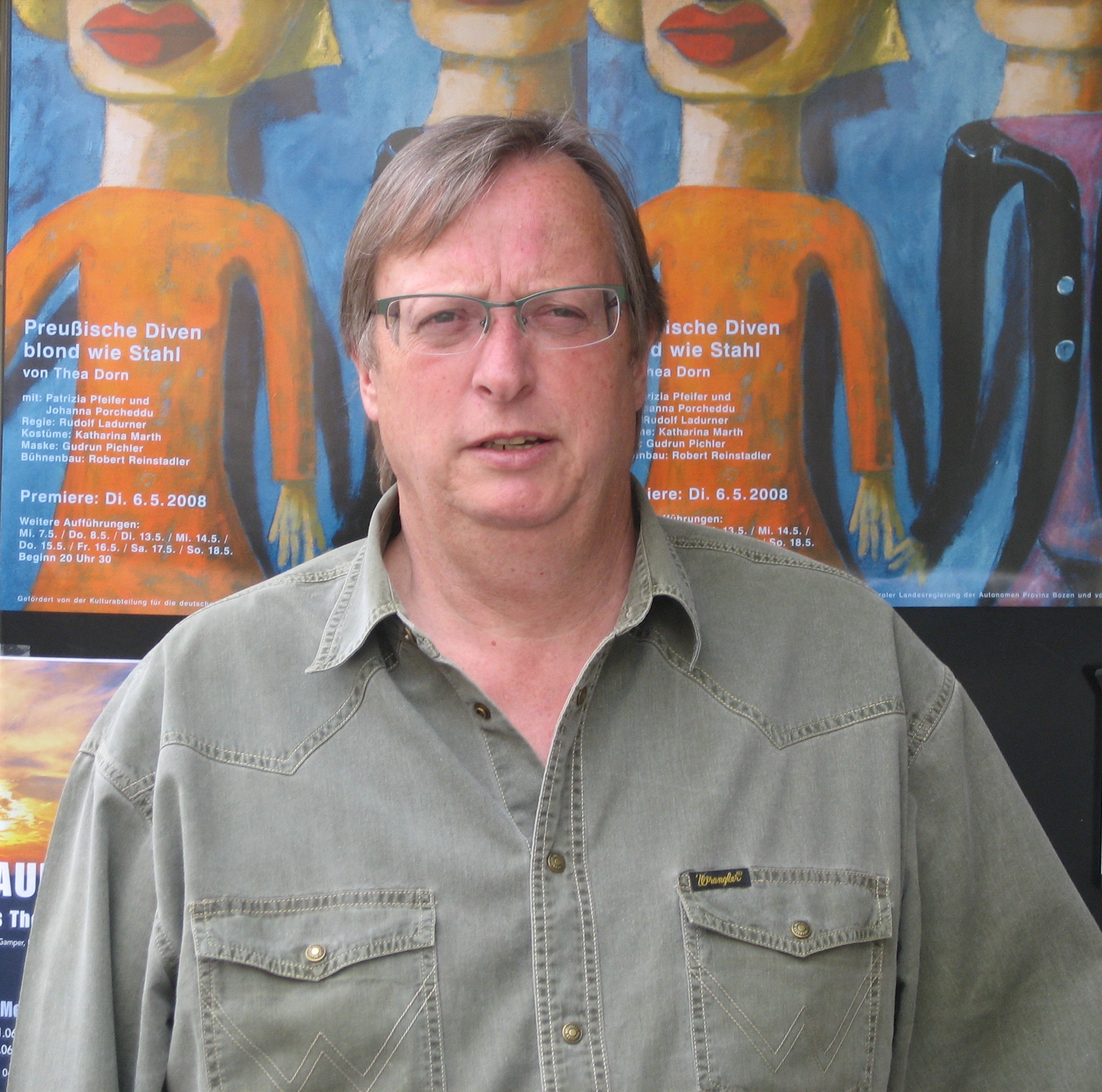
Rudi Ladurner 2008

Rudolf „Rudi“ Ladurner (* 9. November 1952 in Meran; † 19. Dezember 2019 in Bozen) war ein Südtiroler Regisseur und Theaterleiter.

## Biographie
Aufgewachsen im Meraner Stadtteil Untermais studierte Rudi Ladurner in den 1970er Jahren Theaterwissenschaften in Wien. Er beendete das Studium mit einer Dissertation über den italienischen Theatermacher und Nobelpreisträger Dario Fo, anschließend arbeitete er als Regieassistent am Residenztheater München und am Burgtheater Wien.
Ab 1986 wirkte er als freier Regisseur in der Schweiz, in Österreich und in Südtirol. 1986 inszenierte er „Die wahre Geschichte des Ah Q“ von Christoph Hein im Innenhof von Schloss Maretsch als Auftakt für mehrere „Städtekoproduktionen Meran und Bozen“. In diesem Rahmen folgte bis 1990 jährlich ein Stück unter seiner Regie, wobei er mit der erfolgreichen Aufführung von Michael Frayns „Der nackte Wahnsinn“ (1987) endgültig die Aufmerksamkeit und Anerkennung von Kritik und Publikum in Südtirol gewann.
Ende der 1980er Jahre kam Rudi Ladurner wieder nach Meran zurück und verstärkte seine Bemühungen um die Schaffung einer lokalen professionellen Theaterszene. 1988 gründete er den Verein „ZeitTheater“, der sich den Aufbau und die Führung eines Kleintheaters zum Ziel setzte. Der Verein mietete von der Pfarrgemeinde Meran den St. Nikolaus-Saal, der in enger Zusammenarbeit mit dem bis dahin dort beheimateten Theater in der Klemme und mit Hilfe öffentlicher Unterstützung zu einer an den Bedürfnissen des Theaters orientierten Spielstätte umgebaut wurde. Zur Neueröffnung des Saales, der nunmehr den Namen „Theater in der Altstadt“ tragen sollte, inszenierte Rudi Georg Büchners Leonce und Lena.

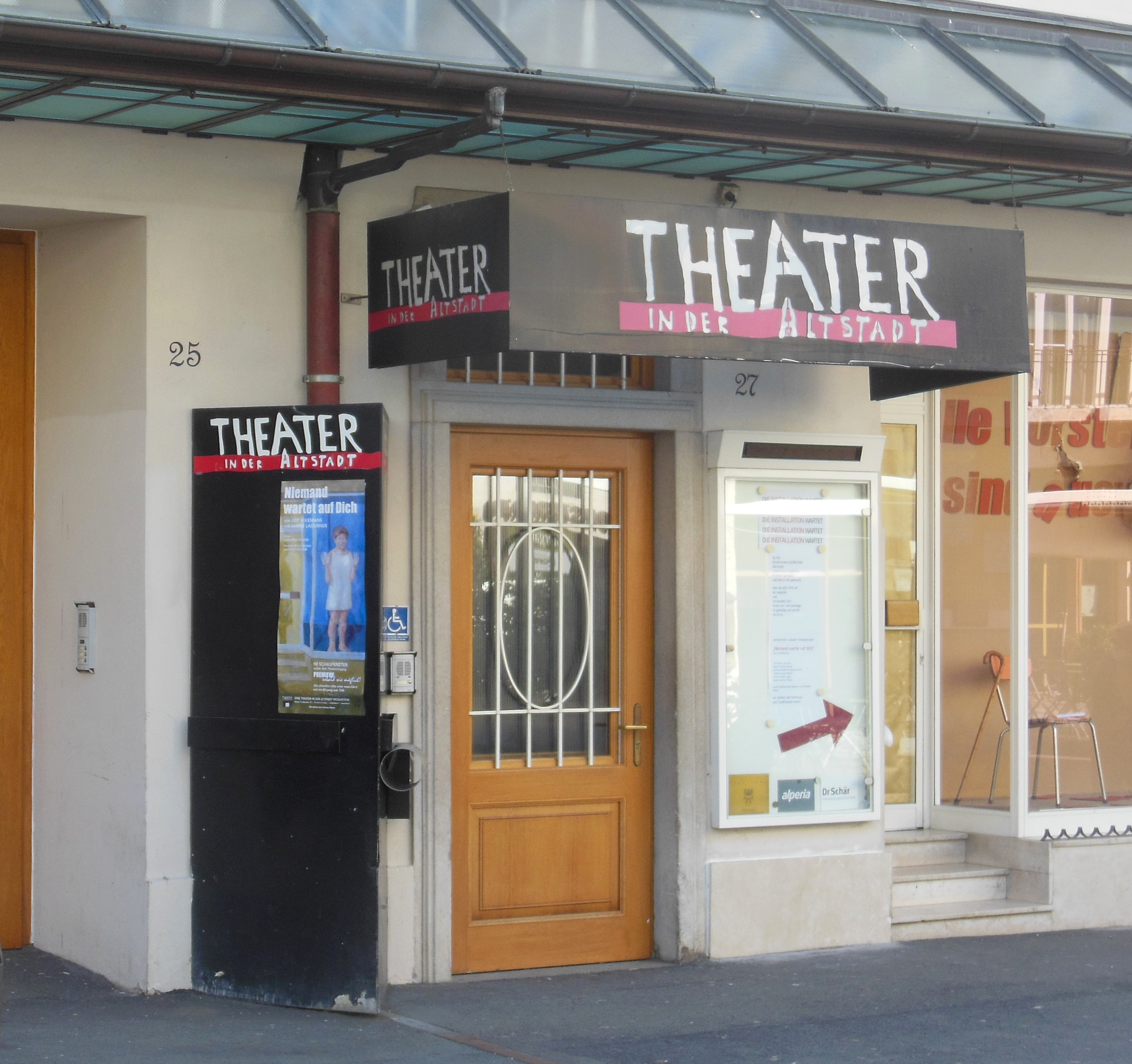
Eingang zum „Theater in der Altstadt“ im Kurhaus von Meran

Als 1992 die Pfarrgemeinde den Vertrag mit dem ZeitTheater nicht mehr verlängern wollte, bot sich das noch im Rohbau befindliche Kellertheater im Kurhaus als mögliche neue Spielstätte an. Laduner gelang es, von der Landesverwaltung und der Sparkasse die Zusage für die Finanzierung der Fertigstellung des Raumes zu erhalten. Diese gelang unter seiner Anleitung in kürzester Zeit, sodass er „sein“ neues Theater in der Altstadt mit der Uraufführung des Stückes „Das Ende der Zeiten“ von Hanspeter Demetz bereits am 4. Mai 1993 eröffnen konnte.
Aus dem Archiv des Theaters in der Altstadt geht hervor, dass Rudi Ladurner von 1993 bis zu seinem Tod im Jahre 2019 bei 93 Stücken Regie führte und die Aufführung von etwa 200 weiteren Stücken maßgeblich mit organisierte. Aber er war nicht nur Regisseur und Theaterdirektor, sondern auch Kassierer, Beleuchter und Bühnenbildner und kümmerte sich um die Finanzierung und die Instandhaltung des Theaters.